# Nostradamus
Nostradamus (14. prosinca 1503. – 2. srpnja 1566.), rođen kao Michel de Nostredame, je francuski liječnik i prorok. Njegova knjiga Proročanstva izdana je u milijune primjeraka i danas je najpoznatija knjiga proročanstava ikad tiskana.

## Životopis

### Djetinjstvo
Michel de Nostradame, većini znan kao Nostradamus, rođen je 14. prosinca 1503. godine u mjestu St. Rémy de Provence u francuskoj pokrajini Provansi. Otac mu se zvao Jaume, a majka Reyniere de Saint Rémy. Naslov de Notredame upućuje, čini se, na obiteljsku mjesnu župu, a ime Nostradamus skovano je u kasnijim godinama. Jaume de Notredame naslijedio je uspješan obiteljski posao kao trgovac žitom. Njegovi roditelji bili su neplemenitog porijekla iz okolice grada Avignona. Kako je doba u kojem je Nostradamus živio bilo i doba Inkvizicije, njegovi roditelji prešli su sa Židovstva na Katoličanstvo kada je Nostradamusu bilo devet godina. Nostradamus je bio najstariji od petero djece (premda se u nekim izvorima javlja podatak da ih je bilo sedam ili osam, ali svaki i dalje tvrdi kako je Nostradamus bio najstarije dijete). O prva tri njegova brata nisu dostupni opširniji podaci (bračni par de Notredame nije imao kćerki). Najmlađi brat, César, postao je zastupnik u skupštini provansalskog parlamenta (Procureur du Parliament de Provence). Nostradamusovo školovanje bilo je u rukama njegova djeda s majčine strane Jeana (inače liječnika koji je mnogo znao o ljekovitom bilju), a koji ga je podučavao osnovanama latinskog, grčkog i hebrejskog jezika kao i matematici te astrologiji.

### Studentske godine
Kada je njegov djed preminuo Nostradamusa su roditelji poslali na školovanje u Avignon gdje je pokazivao velik interes za astrologiju.
Godine 1522. roditelji Nostradamusa šalju na studij medicine u Montpellier. Nakon tri godine Nostradamus dobiva liječničku licencu te odlazi u seoske dijelove Francuske kako bi pomagao žrtvama kuge koja je u to doba harala Francuskom. Nakon četiri godine vraća se u Montpellier kako bi obranio svoj doktorat. U Montpellieru je ostao oko godinu dana, ali njegov posve nov pristup liječenju pacijenata dovodio ga je u neugodne situacije te stoga odlazi u Toulouse gdje će se baviti liječničkim zvanjem. 

### Brak i liječničke godine
Negdje oko 1534. godine Nostradamus se oženio mladom djevojkom iz visokog društva, veoma lijepom. Njeno ime ostalo je nepoznanica do danas. Ona mu je rodila sina i kćerku. Uskoro slijedi serija tragedija. Kuga dolazi u Agen, mjestu u kojem je Nostradamus živio s obitelji, i unatoč svim njegovim naporima od kuge umire Nostradamusova supruga kao i njihovo dvoje djece. Činjenica da nije mogao pomoći vlastitoj obitelji, unatoč svom liječničkom znanju, imala je strahovito razočaravajući utjecaj na Nostradamusa. Nakon smrti supruge njena je obitelj tužila Nostradamusa tražeći povrat miraza. Na kraju svega godine 1538. optužen je za herezu, što je u to doba bio veoma ozbiljan prijestup koji ga je mogao stajati života. Nakon toga otputovao je u Lorraine, a potom u Veneciju i Siciliju.

### Seniorske godine
No, godine 1554. Nostradamus se nastanio u Marseillesu. U studenome te godine Provance je doživijela jednu od najtežih nesreća u svojoj povijesti - izbila je epidemija kuge koja se širila nevjerojatnom brzinom. Nostradamus je tada nesmiljeno pomagao ljudima ne bi li spasio što više ljudskih života. Kada je epidemija ugušena Nostradamus se nastanio u mjestu Salon gdje je odlučio živjeti do kraja života. U studenome oženio se s Anne Ponsart Gemelle, bogatom udovicom (kuća u kojoj je tada živio još uvijek se može vidjeti). U Saloni stanovnici baš nisu bili gostoljubivi prema Nostradamusu - pred njegovom kućom spalili su lutku nalik na Nostradamusa. Godine 1550. objavio je Almanah, a nakon 1554. Predviđanja - knjigu koja je čini se bila uspješna i ohrabrila ga da se ozbiljnije pozabavi Prorčanstvima. Jednu od prostorija u kući pretvorio je u sobu u kojoj je, kako kaže u Prorčanstvima, radio noću okružen okultnim knjigama. Glavni izvor njegovih magičnih inspiracija bila je knjiga zvana De Mysteriis Egyptorum. Do 1555. godine Nostradamus je završio prvi dio svojih proročanstva koja su sadržavala predviđanja počevši od njegovog vremena pa do kraja svijeta. Iste godine Macc Bonhomme je u Lyonu objavio prva Nostradamusova djela. Od tada izdanja Nostradamusovih proročanstava uvijek su rasprodana. Malo se autora, osim sastavljača biblijskih tekstova, može pohvaliti takvom popularnošću u tako dugom vremenskom razdoblju.

### Posljednje godine i smrt
Prorčanstva je pisao u stihovima. Stihovi su pisani zagonetnim, dvosmislenim stilom upotrebom francuskih, provansalskih, talijanskih, grčkih i latinskih riječi. To je činio s razlogom jer postojala je opasnost da ga proglase vještcem, a također je želio da neupućenima tajne proročanstva ostanu nepoznate. Knjiga, iako još nedovršena, tiskana je 1555. i sadržavala je prve tri centurije i početak četvrte. Čuvši za Nostradamusa kraljica Katarina de Medici pozvala ga je na Dvor. Dana 15. kolovoza Nostradamus je unajmio sobu u gostionici St. Michel, a već narednog dana kraljica ga je primila u posjet. Kada su se sreli Nostradamus i kraljica u razgovoru su proveli dva sata. Kraljica se interesirala za kvartenu u kojoj se opisuje kraljeva smrt. Dva tjedna kasnije kraljica je ponovo pozvala Nostradamusa i tada mu je dala u zadatak da napravi horoskope za njenu djecu čija tragična sudbina je već bila opisana u Proročanstvima. Nedugo nakon toga Nostradamus je načuo da se pravosudni organi u Parizu raspituju o njegovim magijskim ritualima te se vratio u Salon. Od tada patio je od kostobolje i artritisa, te se čini da nije puno radio osim što je izradio nekoliko horoskopa za svoje ugledne goste i dovršio pisanje Proročanstava. Godine 1564. kraljica Katarina, sada kraljica regent, odlučila je proputovati kroz Francusku. Putujući posjetila je i Nostradamusa. Tada ga je kraljica proglasila dvorskim liječnikom. No, Nostradamus je osjećao da mu se bliži kraj. Stoga je 17. lipnja 1566. godine napisao oporuku, a 1. srpnja pozvao je mjesnog svećenika kako bi mu dao posljednju pomast. Kada ga je sluga napuštao te noći rekao mu je da ga ujutro neće vidjeti živa. Bilo je kao što je i predvidio.
Nostradamus je sahranjen uspravno u zidove salonske crkve, a njegova supruga Anne dala je napraviti spomen-ploču. U doba Revolucije Nostradamusov grob oskrnavili su praznovjerni vojnici. Sačuvani ostaci sahranjeni su u drugoj salonskoj crkvi, crkvi Saint-Laurenta, gdje se njegov grob i portret još uvijek mogu vidjeti. Dvije godine nakon njegove smrti - 1568. u cijelosti su tiskana njegova Proročanstva. Možda je zanimljivo spomenuti da je još kao mladi student podržao Kopernikovu teoriju da je Zemlja okrugla i da se Zemlja okreće oko sunca - 100 godina prije nego što će Galileo biti suđen za isto uvjerenje. Na Nostradamusovu grobu stoji ovaj epitaf:
Ovdje leže kosti glasovitog Michaela Nostradamusa
čije je gotovo božansko pero jedino bilo,
prema sudu svih smrtnika, dostojno
zapisati pod zvjezdanim nadahnućem
buduće događaje cijelog svijeta...
neka potomstvo ne dira njegove ostatke.

## Djela
Nostradamus za života nije objavio mnogo djela, a svjetsku slavu stekao je samo radi jedne od njegovih malobrojih knjiga.
- Proročanstva (1557.) - knjiga koja je Nostradamusu donijela svjetsku slavu. Sastoji se od proročanstava za nekoliko stoljeća. Djelo se sastoji od jednog slobodnog i 941 vezanog katrena, koji su grupirani u 9 skupina po 100, i jednu po 42. Taj oblik naziva se Centurija.

- Almanaci (1550.) - od svih njegovo najpopularnije djelo. Naslov je ili Almanachs (detaljna proročanstva) ili Prognostications ili Presages (generalizirana proročanstva).

- Traité des fardemens (?) - je medicinska kuharica, koja sadrži neke recepte drugih, ali i sam Nostradamusov recept kako izliječiti kugu.

- Orus Apollo (?) - manuskript koji sadrži preko 2,000 dokumenata vezanih uz Nostradamusa koje je sastavio Michel Chomarat. Sadrži i neke netočne prijevode hijeroglifa.

## Zanimljivosti
- Nostradamus je predvidio dva svjetska rata i ubojstvo triju Kennedyja, što se obistinilo.
- Isto tako je predvidio presudni Treći svjetski rat koji će se dogoditi u sedmom mjesecu novog tisućljeća napadom na veliki grad. Pretopimo li julijanski u gregorijanski kalendar, to je rujan. A tada je Al-Kaida napala veliki grad New York!